# Goryphus maculiceps
Goryphus maculiceps là một loài tò vò trong họ Ichneumonidae.